# Atrezija
Atrezija ili odsustvo lumena je urođena (kongenitalna) anomalija ili stečeno patološko stanje, u kojoj postoji potpuna ili delimična neprolaznost prirodnih otvora, kanala ili tubularnih organa u telu, na primer. anusa, vagine, materice, uretre, očnih kapaka, usta, creva itd.

## Etiologija
U većini slučajeva, atrezija je urođena anomalija, koja nastaje kao posledica u embrinalnom razvoju fetusa, koja se retko javlja i kao posledica drugih patoloških procesa na primer kod zapaljenja i tumora.

## Vrste atrezija
| Organski sistem         | Organ |
| ----------------------- | --- |
| Digestivni sistem       | - Anorekalna atrezija — urođena anomalija koja vitalno ugrožava novorođenče, i ulazi u područje urgentnih stanja jer zahteva hitan operativni tretman — najpre, izvođenjem kolostome a, potom, i rekonstrukciju anusa i rektuma. - Atrezija jednjaka — je urođena anomalija kod koje postoji prekid u kontinuitetu jednjaka u nivou drugog ili trećeg grudnog pršljena. Gornji, slepo završeni kraj jednjaka je proširen, hipertrofičnog zida, zbog pokušaja gutanja plodove vode, a donji je slabo razvijen, uzak i tankog zida. - Pilorična atrezija — najčešće je oboljenju nepoznate etiologija sa urođenim zadebljanjem zida pilorusa koje dovodi do parcijalne opstrukcije želuca. - Atrezija dvanaestopalaćnog creva — nastaje zbog izostanka vakuolizacije duodenuma i prisutna je u više anatomskih varijanti od duodenalne stenoze, mukozne membrane, kao separisan entitet uz fibroznu vrpcu ili kompletna separacija sa defektom duodenuma. Takođe može biti udružena sa: prematuritetom, Daunoovim sindromom, polihidramnionom, malrotacijom creva, anularnim pankreasom. - Atrezija creva — kongenitalne atrezije i stenoze tankog creva nastaju zbog antenatalnog vaskularnog akcidensa ili volvulusa creva. Mogu da budu jednostavne atrezije ili multiple. Multiple atrezije se javljaju u 10% takvih bolesnika. - Bilijarna atrezija ili atrezija žučnih kanala — neonatalna holestatska bolest, uzrokovana kompletnom organskom opstrukcijom ekstrahepatičnih žučnih puteva, najverovatnije urođene prirode. Intrahepatični žučni putevi su takođe zahvaćeni periholangealnom fibrozom. |
| Kardiovaskularni sistem | - Trikuspidalna atrezija — srčana mana, koja se karakteriše nepostojanjem trikuspidalnog (trolistnog) zaliska i popratnom hipoplazijom desne srčane komore. Činii 1 do 3% svih urođenih srčanih mana, i može često biti udružena sa drugim pratećim anaomalijama koje uključuju — pretkomorski septalni defekt, komorski septalni defekt, duktus arteriozus i transpoziciju velikih arterija. |
| Disajni sistem          | - Plućna atrezija — kongenitalno oboljenje srca uzrokovano poremećajem u razvoju zalistak plućne arterije (ili plućnog ventila), u kome se on ne formira normalno ili je došlo do njegove opstrukcije. Plućni ventil se nalazi na desnoj strani srca između desne komore i plućne arterije. - Atrezija hoana — predstavlja nedostatak, ili izostanak ovih otvora zbog postojanja membrane (koja može biti koštana, ili membranska) i koja ograničava prolaz vazduha u disajne organe i iz njih. Veoma je ozbiljna kongenitalna malformacija, jer kod deteta zbog ugroženog normalno disanja može doći do smrtnog ishoda. |
| Urogenitalni sistem     | - Atrezija vagine — kongenitalna anomalija ili stečena anomalij u ženske dece kod koje postoji nedostatak lumena vagine u većoj ili manjoj dužini. Umesto lumena vagine, kod ove anomalije nailazi se vezivno tkivo. Može da javi kao blaža forma (imperforacija himena ili kao niski transverzalni septum), ili kao prava vaginalna atrezija, odnosno agenezija, koja može biti kompletna, proksimalna i distalna. - Atrezija folikula jajnika — degradacioni je proces u folikulu jajnika (koji se sastoje od oocita okruženih granuloznim ćelijama i unutrašnjim i spoljnim ćelijama). Ovaj proces, koji je poznata kod svih sisara, odvija se kontinuirano tokom života žene, koja se rađa sa milionima folikula, ali će u životu ovulirati, u proseku, oko 400 folikula. - Atrezija uretre — retka kongenitalna opstrukcija mokraćovoda (izlazanog kanala iz mokraćne bešike), koji se slepo završava. Ona je obično fatalna, osim ako ne postoji neki drugi izlazni kanal za evakuaciju mokraće kojim se zaobilazi mokraćna bešika, kao što je patuljasti urahus ili uro-rektalna komunikacija, ili ako se hirurškom intervencijom ne obezbedi alternativna komunikaciju između bešike i amniotske vrećice. Ove promene nisu kompatibilne sa bubrežnim razvojem. |
| Čulo sluha              | - Atrezija spoljašnjeg ušnog kanala — je urođena anomalija kod koje je ušni kanal potpuno zatvoren ili se slepo završava. Udružena je sa gubitkom sluha, od 60 dB, koji čak i kod unilateralne (jednostrane) atrezija ograničava socijalne veštine obolele osobe povezane sa sluhom. Prevalenca EACA je oko 1 slučaj u 10.000—20.000 živorođeni, i može biti bilateralna (obostrana) kod jedne trećine pacijenata. - Mikrotija — je kongenitalna hipoplazije koja se karakteriše izuzetno malom ušnom školjkom sa slabije ili jače izraženim deformitetima pojedinih anatomskih delova školjke. Javlja se u jednom slučaju na 8.000—10.000 živorođene dece godišnje. Jednostrana mikrotija često utiče i na desno uvo. |

## Galerija
- Primeri atrezija
- Oblici atrezije jednjaka
- Atrezija duodenuma
- Mikrotija
- Atrezija žučnih kanala
- Ventrikularni septalni defekt
- Atrezija vagine

## Spoljašnje veze
|  | Molimo Vas, obratite pažnju na važno upozorenje u vezi sa temama iz oblasti medicine (zdravlja). |